# Claude Henri de Belgrand de Vaubois
Claude Henri de Belgrand de Vaubois (Longchamp-lès-Clervaux, 1º ottobre 1748 – Beauvais, 14 luglio 1839) è stato un generale e politico francese nel periodo della rivoluzione e del primo Impero francese.

## Biografia
Aspirante ufficiale di artiglieria nel 1768, divenne capitano nel 1791 e fu eletto tenente colonnello di un battaglione di volontari del Drôme,
l'11 ottobre 1791. Prestò servizio nell'"Armata delle Alpi", venendo nominato generale di brigata il 6 settembre 1793 e partecipò successivamente all'assedio di Lione (9 agosto – 9 ottobre 1793).
L'8 maggio 1796 venne nominato generale di divisione ed inviato in forza all'Armata d'Italia sotto Napoleone Bonaparte. Iniziò le operazioni partecipando alla occupazione della città di Livorno. Nel mese di settembre, mentre Bonaparte manovrava contro il generale austriaco Wurmser, che fu obbligato ad arrestarsi a Mantova, egli bloccò il corpo del generale austriaco Davidovitch a nord di Trento. Il 4 settembre Vaubois prese parte attiva alla vittoria francese di Rovereto. Il 2 novembre, con la sua divisione, forte di 10 000 unità, venne attaccato a Cembra dalla divisione di Davidovitch, forte di 18 000 unità combattenti, che discendeva dal Tirolo. Costretta a ritirarsi verso Trento, poi a Calliano,
la divisione di Vaubois perdette in 5 giorni 4 400 uomini e 6 cannoni mentre gli austriaci contarono 2 000 perdite, tra morti e feriti gravi, e 1 500 prigionieri.
Il generale francese istituì una linea di difesa tra Rivoli Veronese ed il lago di Garda, che gli austriaci non riuscirono ad infrangere.
Non più in grado di congiungersi al corpo principale dell'armata austriaca, comandato dal generale Alvinczy, Davidovitch dovette ritirarsi.
Il 7 gennaio 1797 fu inviato in Corsica per combattere gl'insorti della Crocetta e vi ristabilì l'ordine.
Partecipò alla Campagna d'Egitto ricevendo l'ordine di difendere Malta, ove la flotta che trasportava l'armata francese in Egitto si era fermata per rifornirsi di acqua il 9 giugno 1798, con una guarnigione di soldati ed ufficiali francesi, per un totale di 3 053 uomini e cinque compagnie di artiglieria. I provvedimenti presi dai francesi, secondo i criteri rivoluzionari, in particolare l'espulsione dei religiosi non maltesi, il saccheggio delle chiese, l'istituzione dei matrimoni civili, ecc. destarono un forte scontento nella popolazione, tanto che questa il 2 settembre 1798 si ribellò, la rivolta si estese rapidamente in tutta Malta e ed i Gozo. I ribelli chiesero ed ottennero aiuti da Gran Bretagna e Regno di Sicilia, che inviarono loro armi, munizioni e viveri, cosicché i francesi furono costretti a ritirarsi nelle loro fortificazioni, a Gozo ed a La Valletta. Una flotta della Royal Navy, al comando dell'ammiraglio Alexander Ball, istituì l'embargo dell'isola, che venne attaccata. L'isola di Gozo cadde in mano inglese con la resa del comandante francese e dei suoi 217 uomini, il 28 ottobre 1798. Vaubois chiese aiuto a Bonaparte, divenuto ora Primo Console, e questi inviò a Malta una spedizione di soccorso, costituita dalla nave da battaglia Le Généreux, tre corvette utilizzate come deposito di armi ed una nave da carico armata: il tutto con 3 000 uomini di rinforzo, armi, viveri e munizioni, al comando del contrammiraglio Jean-Baptiste Perrée. La formazione navale salpò da Tolone il 6 febbraio 1800, ma l'intera spedizione si rivelò un disastro. La mattina del 18 febbraio le navi inglesi presero contatto con lo squadrone navale francese al largo di Lampedusa: il contrammiraglio Perrée fu colpito a morte al primo scontro e alle 13 e 30 Le Généreux si arrese; le altre navi fecero ritorno a Tolone. Un altro tentativo, questa volta da parte di Vaubois, di violare l'assedio navale inglese, ebbe luogo il 24 agosto: Vaubois inviò le fregate La Diane e La Justice in Francia, ma esse vennero intercettate da una squadra inglese composta dal Success, dal Northumberland e dalla ex francese Le Généreux, ora condotta da marinai inglesi; La Diane venne catturata ma La Justice riuscì a sfuggire alla caccia con l'aiuto delle tenebre.
Vaubois, trinceratosi a La Valletta con la sua guarnigione, dovette arrendersi agl'inglesi il 3 settembre 1800, ottenendo l'onore delle armi ed il diritto al rimpatrio a Marsiglia.
Rientrato in Francia, Vaubois venne nominato, il 3 settembre 1800, senatore e nel 1808 conte dell'Impero.
Alla caduta di Napoleone, Vaubois si riavvicinò alla monarchia rappresentata da Luigi XVIII il quale, essendosi Vaubois rifiutato di tornare con Napoleone durante i cento giorni, lo nominò pari di Francia.
Il suo nome è inciso sotto l'Arco di Trionfo di Parigi, al pilastro Sud, colonna 24.

## Il giudizio di Napoleone
Il 24 novembre 1796 Bonaparte scriveva di lui: 
(citato in G.J. Fieberger, The Campaigns of Napoleon Bonaparte of 1796–1797, p. 13)

## Araldica
|  |

|  |